# Coloma (Califórnia)
Coloma é uma região censo designada localizada no estado norte-americano da Califórnia, no condado de El Dorado. Fica a aproximadamente 16 km a noroeste de Placerville.
Uma das teses do nome do vilarejo advem da palavra Cullumah, que, na língua dos índios nativos da região, os Nisenan, designava o vale onde Coloma está situada. Cullumah significa "bonito" e  outra tese e  que foi uma homenagem  a  Santa Coloma, uma santa Espanhola pois  os espanhois ja estavam naquele continente desde 1819    
. Fica na bifurcação sul do rio American, que corre através do vale. A fama de Coloma provém de ter sido o lugar onde James W. Marshall descobriu ouro pela primeira vez na Califórnia, em Sutter's Mill, no ano de 1848, o que levou à Corrida do ouro na Califórnia. Hoje em dia, ambas as localidades possuem cerca de 300 habitantes.
Embora algumas pessoas ainda vivam na região, Coloma é considerada uma cidade fantasma, visto que prédios da municipalidade, tais como a cadeia, foram abandonados e estão em ruínas, e outras edificações do seu auge (1847-1852) foram convertidas em museus e outros locais de exibição histórica. Na verdade, muito do que fazia parte da cidade de Coloma faz agora parte do Marshall Gold Discovery State Historic Park. O local foi designado, em 15 de outubro de 1966, um distrito do Registro Nacional de Lugares Históricos e em 4 de julho de 1961 um Distrito Histórico Nacional.

## Geografia
De acordo com o United States Census Bureau, a cidade tem uma área de 8,7 km², onde todos os 8,7 km² estão cobertos por terra.

## Demografia
Segundo o censo nacional de 2010, a sua população é de 529 habitantes e sua densidade populacional é de 60,8 hab/km². Possui 251 residências, que resulta em uma densidade de 28,84 residências/km².